# أحمد بن أبي خالد الأحول
أبو العباس أحمد بن أبي خالد بن يزيد بن عبد الرحمن الكاتب الأحول كاتب ووزير عباسي، تولى الوزارة في عهد الخليفة العباسي المأمون.

## سيرته
كان أحمد من الموالي ومن عقلاء الرجال، وكان كاتباً فصيح لبيب بصير بالأمور، قال له المأمون: إن الحسن بن سهل قد لزم بيته وإني أريد أن أستوزرك، فتنصل أحمد من الوزارة وقال: يا أمير المؤمنين أعفني من التسمي بالوزارة وطالبني بالواجب فيها، واجعل بيني وبين العامة منزلة يرجوني لها صديقي ويخافني لها عدوي، فما بعد الغايات إلا الآفات، فاستحسن المأمون جوابه وقال: لابد من ذلك واستوزره.
قال له رجل: لقد أعطيت ما لم يعط رسول الله، قال: ويلك ما هو، قال: إن الله قال لنبيه: ولو كنت فظا غليظ القلب لانفضوا من حولك، وأنت فظ غليظ ولا ينفض من حولك. كان أبوه كاتباً لوزير أبو عبد الله محمد المهدي أصله من الأردن.  قال أحمد بن أبي طاهر: كان أحمد عابسا مكفهرا في وجه الخاص والعام غير أن فعله كان حسنا. من كلام أحمد: من لم يقدر على نفسه بالبذل، لم يقدر على عدوه بالقتل.

## وفاته
مات أحمد بن أبي خالد سنة 212 هـ.